# Györgyed
Györgyed (románul: Giurgiș) falu Romániában, Maros megyében.

## Története
Maroskece község része. A trianoni békeszerződésig Torda-Aranyos vármegye Marosludasi járásához tartozott.

## Népessége
2002-ben 19 lakosa volt, ebből 11 magyar, és 8 román nemzetiségű.

## Vallások
A falu lakói közül 5-en ortodox, 3-an görögkatolikus és 11-en református hitűek.